# Hollywood Dreamer
Hollywood Dreamer è un CD di Harry Nilsson, pubblicato dalla Fuel 2000 Records nel 2001.
Il CD contiene le prime incisioni dell'artista.

## Tracce
1. Oh Caroline – 1:55 (John Marascalco, Scott Turner) – Registrato nel maggio 1962 a Hollywood, California
2. Just Wait Till Summer Comes – 2:03 (Herb Alpert, Scott Turner) – Registrato nel maggio 1962 a Hollywood, California
3. It Just Ain't Right – 2:48 (John Marascalco, Scott Turner) – Registrato nel maggio 1962 a Hollywood, California
4. The Will – 2:40 (Scott Turner, Kevin Young) – Registrato nel maggio 1962 a Hollywood, California
5. He Ain't Gonna Get My Girl – 1:36 (Scott Turner) – Registrato nel maggio 1962 a Hollywood, California
6. The Only Light – 3:48 (Guy Mitchell, Audie Murphy, Scott Turner) – Registrato nel maggio 1962 a Hollywood, California
7. Once a Loser – 2:32 (Scott Turner) – Registrato nel maggio 1962 a Hollywood, California
8. The Ash Grove – 1:42 (Diane Lampert, Scott Turner) – Registrato nel maggio 1962 a Hollywood, California
9. Building Me Up – 2:46 (John Marascalco, Scott Turner) – Registrato nel maggio 1962 a Hollywood, California
10. A Man and His Castle – 2:26 (Scott Turner) – Registrato nel maggio 1962 a Hollywood, California
11. All for Your Love – 1:35 (Diane Lampert, Scott Turner) – Registrato nel maggio 1962 a Hollywood, California
12. My Baby's Coming Here (a.k.a. My Best Friend) – 1:29 (Buddy Holly, Harry Nilsson, Scott Turner) – Registrato nel maggio 1962 a Hollywood, California
13. Please Mr. Music Man – 2:41 (Audie Murphy, Scott Turner) – Registrato nel maggio 1962 a Hollywood, California
14. Oh, I Wonder – 2:49 (John Marascalco, Scott Turner) – Registrato nel maggio 1962 a Hollywood, California
15. Learning from You – 1:19 (John Marascalco, Scott Turner) – Registrato nel maggio 1962 a Hollywood, California
16. Thake This Heart – 1:29 (John Marascalco, Scott Turner) – Registrato nel maggio 1962 a Hollywood, California
17. There's Gotta Be a Girl – 2:13 (John Marascalco, Scott Turner) – Registrato nel maggio 1962 a Hollywood, California
18. Me Without You – 1:48 (Scott Turner) – Bonus Track - Registrato nel maggio 1962 a Hollywood, California
19. My Girl – 1:59 (Harry Nilsson, Scott Turner) – Bonus Track - Registrato nel settembre del 1962 a Hollywood, California
20. Thank Heaven for Kathy – 2:28 (Harry Nilsson, Scott Turner) – Bonus Track - Registrato nel settembre del 1962 a Hollywood, California
21. Foolish Clock – 2:12 (Audie Murphy, Scott Turner) – Bonus Track - Registrato nel settembre del 1962 a Hollywood, California
22. It Just Ain't Right – 2:50 (John Marascalco, Scott Turner) – Bonus Track - Registrato nel 1977 a Nashville, Tennessee
23. In Time – 3:02 (Scott Turner) – Bonus Track - Registrato nel maggio 1962 a Hollywood, California
24. Nilsson's Message to Scotty – 1:06 (Harry Nilsson) – Bonus Track - Registrato nel maggio 1962 a Hollywood, California

Durata totale: 53:16

## Musicisti
Brani nr. 1,2,3,4,5,6,7,8,9,10,11,12,13,14,15,16,17,23 e 24
- Harry Nilsson - voce
- Scotty Turner - chitarra, produttore

Brano nr. 18
- Harry Nilsson - voce
- Michael Blaustone
- Steve Bryant
- James A. Wilson
- Troy Lancaster
- Scotty Turner
- Woody Wright

Brani nr. 19, 20 e 21
- Harry Nilsson - voce
- Herb Alpert
- James Burton
- Leon Russell
- Joe Osborne
- Hal Blaine

Brano nr. 22
- Harry Nilsson - voce
- Reggie Young
- Buddy Harman
- Joe Osborne
- Karl Himmel
- Randy Goodrum
- Johnny Christopher
- Tom Owen
- Scotty Turner
- Steve Schaffer[1]